# Pseudenargia rufescentior
Pseudenargia rufescentior là một loài bướm đêm trong họ Noctuidae.